# Sarcophaga microperitremata
Sarcophaga microperitremata är en tvåvingeart som först beskrevs av Muhammad Sharif Khan 1974.  Sarcophaga microperitremata ingår i släktet Sarcophaga och familjen köttflugor.
Artens utbredningsområde är Pakistan. Inga underarter finns listade i Catalogue of Life.